# دی‌اوئی‌اف (روانگردان)
۲،۵-دی‌متوکسی-۴-(۲-فلوئورواتیل)آمفتامین (به انگلیسی: 2,5-Dimethoxy-4-(2-fluoroethyl)amphetamine) با فرمول شیمیایی C۱۳H۲۰NO۲F یک ترکیب شیمیایی است. که جرم مولی آن ۲۴۱٫۳۱ g/mol می‌باشد. 